# 葉山みどり
葉山 みどり（はやま みどり、1969年3月1日 - ）は、日本の元AV女優。

## 略歴
1987年、「南風ひろみ（みなみかぜ ひろみ）」として『熱艶シャワー 朝からかけて』でAVデビュー。程なく「葉山みどり」に改名。
巨乳とアイドル的なルックスで人気を博し、斉藤唯・冴島奈緒と共にAV女優のユニット『RaCCo組』（後に冴島奈緒が脱退し、星川ミグが加入）でも活動していたが（1988年9月21日にシングル『レモンのキッス』でクラウンレコードからデビュー など）、人気絶頂の時に交通事故に遭い、活動を停止すると共にユニットを脱退、しばらくの間AV界から離れる。
1989年、共石カレンダーに葉山レイコと共に登場。
1993年に「日高はるみ（ひだか はるみ）」の名前で復帰。山川小春・相羽香奈とのユニット『仔寵仔寵（こちょこちょ）』を結成するが、デビュー当時のような人気にはならず、その後、AV界から引退した。

## 人物
異なるプロフィールがいくつかある。
- FANZAプロフィールでは、身長:158cm、B:88(Dカップ)・W:59・H:89としている[1]。
- 「熱艶シャワー 朝からかけて」のケース裏面のプロフィールでは、身長:157cm、B:89・W:60・H:88としている[2]。
- 「黄昏のモノローグ」のケース裏面のプロフィールでは、身長:157cm、B:88・W:59・H:89としている[3]。

好きな色:ブルー・白・黒。
好きな体の部分:左の目、左の中指、小指。
特技:柔道、卓球。

## 出演作品

### アダルトビデオ（単体作品）
1987年
- 熱艶シャワー 朝からかけて（8月10日、にっかつビデオフィルムズ）※「南風ひろみ」名義
- 微熱 美少女（9月15日、アリスJAPAN）※名義は「葉山みどり（南風ひろみ）」としている
- アリスの部屋 澪（したたり）（10月25日、ミス・クリスティーヌ）
- 胸いっぱいの愛（11月3日、宇宙企画）
- 妖艶（11月14日、にっかつビデオフィルムズ）
- バージンドリーム（12月16日、AE企画）

1988年
- 黄昏のモノローグ（1月15日、大陸書房）※イメージビデオ
- 妖精（フェアリー）（2月29日、フェニックスビデオ HB-002）
- みどりの失神ハイスクール 淫姦証明（3月29日、ミス・クリスティーヌ）
- よくわかんない（4月20日、大陸書房）
- ちょっと痛いけど ス・テ・キ（4月23日、宇宙企画）
- バイエル（オタマジャクシよ責めないで）（5月16日、ミス・クリスティーヌ）
- ムーンライトスキャンダル 牝かまきり（7月30日、ミス・クリスティーヌ）
- 制服感触（8月13日、宇宙企画）
- 狂乱のラビリンス 挿入歌（9月10日、ミス・クリスティーヌ）
- 裏窓の女 誰も知らなかった葉山みどり（11月、ミス・クリスティーヌ DMC-022）
- みどりが翔ぶ（ユートピア企画 UK-01）

1989年
- 葉山みどりスペシャル（1月31日、パワースポーツ）＊イメージビデオ
- みどりのSEXバトルロイヤル よりどりみどり（3月11日、ミス・クリスティーヌ）

1991年
- 地下道・麻布一番（桜っ子 TN-1001）

#### アダルトビデオ（共演作品）
1987年
- ボッキー4 こねてクリンポ（8月25日、アリスJAPAN）　※「南風ひろみ」名義
- ボッキー5 たまってパンパン!（9月25日、アリスJAPAN）（番匠愛・後藤沙貴・小泉エミ）
- ボッキー6 アナっぽ、にゅるりん?!（10月25日、アリスJAPAN）（番匠愛・後藤沙貴・小泉エミ）
- ボッキー7 つまんでシワワ（11月25日 アリスJAPAN）（番匠愛・後藤沙貴・佐野友美）

1988年
- 姫子 5（6月13日、宇宙企画）（鮎川真理・虹可南子）全3名
- ベスト・セレクション VOL.2（10月10日、宇宙企画）（早川愛美・麻生澪・かとうみゆき・高原流美）全5名
- RaCCo組 Tri Angel（11月25日、大陸書房）（冴島奈緒・斉藤唯）全3名
- ハレンチビデオリーグ特別興業 発射オーライ!バスガイド（11月、にっかつビデオフィルムズ）（白木麻弥・麻宮涼子・栗原早記）
- スペルマドリンク10（12月、ホルモン）（山下麗子・東清美 ほか）全10名
- セックスファンタジー3 美女競艶（12月、シャリオ CK-1076）（樹ますみ・冴島奈緒・井上美樹・鮎川真理）全5名
- ベスト・ヒット・フェニックス3（フェニックスビデオ）（立原友香・堀河麻里・山下麗子 ほか）全6名

1989年
- あぶない瞬間 禁断の指戯（9月22日、大陸書房）（かがみ愛・御藤静 ほか）全10名

1992年
- ドキュメンタリー 臨死体験 赤井英和・松本小雪・葉山みどり ほか（2月6日、東芝EMI）

1993年
- 仔寵仔寵 オッパイde KISS（7月8日、笠倉出版社）（山川小春・相羽香奈）全3名
- スーパーランジェリー 26 葉山みどり・高岡まゆみ ・岡村なつき（7月10日、英知出版）全3名 ※イメージビデオ
- オッパイｄｅいっぱい 仔寵仔寵天国（10月、ステラ）（山川小春・相羽香奈）全3名
- 仔寵仔寵 COCHOCOCHO SEXY de WANDER HOUSE（11月1日、笠倉出版社）（山川小春・相羽香奈）全3名

1995年
- 巨乳ゆさゆさ嬉し泣き 欲情に溺れる女たち カイカンギャル4人 葉山みどり・速水舞・亜美・杉森久美子（8月1日、コスミック・インターナショナル）全4名

#### アダルトビデオ（編集もの、BESTもの、DVD ほか）
1990年
- 宇宙からの贈りもの 君は何人知っている? 39人の美少女登場!（1月18日、英知出版）全39名

1996年
- AV10年史 1（1月1日、TEN-VIDEO DTV-202）全20名
- 伝説裸天使アイドル15年史 プルルン編（7月23日、芳友舎）全16名

2001年
- リメークロマンシリーズ　葉山みどりコレクション（1月22日、フェアエスト）
- 美麗女学園 バトルレイプ20人の餌食たち（4月25日、h.m.p）全20名
- リメークロマンシリーズ11 葉山みどり＆高杉レイ（6月15日、グラフィティジャパン）
- フェアエストRemix 2（9月21日 DVD 10月19日 VHS 、フェアエスト）全17名
- お宝コレクション 葉山みどり・いとうしいな（11月29日、デジタル・コミュニケーションズ）
- 美麗女学園 女学生20人のレイプバトル（12月31日、銀河映像）（星野くるみ・深田美穂・森野いずみ・ほか）全20名

2002年
- コスプレメイト 制服リアルファックの女たち（7月21日、ビデオバンク）（岸加奈子・桂木麻也子・森村あすか）全4名
- 宇宙企画Classic 葉山みどり（9月13日、宇宙企画）※「胸いっぱいの愛」「ちょっと痛いけどステキ」「制服感触」を収録

2003年
- 宇宙企画Classic BEST REMIX 2（6月13日、宇宙企画）（山崎かおり・中沢慶子・白石ひとみ・結城ゆかり・叶順子・松本まりな・樹マリ子・ほか）
- ボッキー!! 復刻版 創刊号（9月19日、アリスJAPAN）（中沢慶子・徳大寺笙子・佐野友美・藤井里奈　ほか）
- ボッキー!! 復刻版 第二号（10月17日、アリスJAPAN）（咲田葵・番匠愛・後藤沙貴・小泉エミ　ほか）
- Treasure 葉山みどり（11月21日、ビデオバンク）※「澪」「よりどりみどり(総集編)」「淫姦証明」を収録

2007年以降
- Legend Plus 3 葉山みどり・叶順子・小鳩美愛（2007年12月7日、エー・エス・ジェイ）全3名
- DECADE GALS 6 斉藤唯＋葉山みどり（2008年12月16日、ピエロ）
- DECADE EX 32（2010年12月31日、ピエロ）全40名
- h.m.pがお贈りする低身長女優たっぷり100人（2011年4月1日、ビデオバンク）全100名
- DECADE EX 42 葉山みどり・斉藤唯・冴島奈緒（2011年10月28日、ピエロ）全3名
- AV女優100人 1 時代とメーカーを越えてセレクション（2012年1月7日、オールアダルトジャパン）全100名
- FLASHを彩ったSEXY女優20人（2013年11月5日、光文社）全20名 ※FLASH 2013年11月5・12日号 付録DVD

発売年不明
- 嵐の予感 欲情エレジー（ZETT PLANNING　ZV-008）VHS
- 飛遊人（ピープル・ビデオ VA-13）VHS
- Gスポットトライアングル 葉山みどり・冴島奈緒（エィヴィセクシャル・メイツ ASM-055）VHS
- エクスタシー 5 妖艶の館 鮎川真理・樹ますみ・冴島奈緒・葉山みどり ほか（新映和プロモーション）VHS
- FUCK! 葉山みどり（CLASH）VHS
- 美乳日記 葉山みどり・小林美和子・北原梨奈（バリーズ BLD-014）DVD

### Vシネマ・オリジナルビデオ
- 工業哀歌 バレーボーイズ（1992年7月1日、徳間書店）監督:天現寺ヒロオ ※「日高はるみ」名義[4]

### テレビドラマ
- 桃色学園都市宣言!!「曙橋みすずや学園」（1987年10月9日 - 1988年3月18日、フジテレビ） - 沢田美香 役

### テレビ番組
- ギルガメッシュないと（テレビ東京）※「仔寵仔寵」のメンバーとして出演。

### カセット
- マドンナメイトカセット 葉山みどり 「放課後」聖マドンナ学園（1988年5月25日、二見書房）

## 出版物

### 写真集
- みどりの絵物語（1987年11月10日、英知出版）- 撮影：斉木弘吉
- スコラスペシャル くちびるに風（1987年12月30日、講談社スコラ）- 撮影：遠藤晴穂
- 36人のガールフレンド 小森愛・かとうみゆき・麻生澪・中沢慶子・葉山みどり ほか 全36名（1988年1月20日、英知出版）
- 恋するまなざし（1988年3月21日、大陸書房） - 撮影：山木隆夫
- 素肌感の女たち PART 2 想わせの歓喜 星川ミグ・東清美・葉山みどり ほか 全6名（1988年4月15日、ワニブックス）
- ピラミッド写真文庫ニューアイドル写真集 風になりたい（1988年5月12日、ピラミッド社） - 撮影：山木隆夫
- マドンナメイト写真集 葉山みどり（1988年5月25日、マドンナ社） - 撮影：野川イサム
- ラッコ組写真集 ビデオクィーンアルバム ヒロインの肖像 2 冴島奈緒・葉山みどり・斎藤唯（1988年11月1日、青人社） - 撮影：前場輝夫
- 綺麗（KIREI）（1988年11月20日、大陸書房） - 撮影：山木隆夫
- スコラスペシャル 4 SUPER NUDE COLLECTION 2 かわいさとみ・葉山みどり・日向まこ・樹ますみ ほか 全25名（1989年1月17日、スコラ）
- 天使樹 そっと触れて味わって（?、アトラクティヴ.プロ）

### 雑誌
- WEEKLY平凡パンチ 1987年7月16日号、12月10日号、1988年4月7日号、8月11日号（マガジンハウス）
- オレンジ・クラブ 1987年9月号（東京三世社）
- デラべっぴん 1987年9月号、1988年1月号、5月号（英知出版）
- オレンジ通信 1987年9月号、1988年1月号（東京三世社）
- ビデオボーイ 1987年10月号、1988年8月号、1989年2月号（英知出版）
- オトメクラブ 1987年11月号（白夜書房）
- アップルJr 1987年11月号（三和出版）
- スコラ 1987年12月10日号、1988年3月10日号、6月23日号、9月22日号、1989年1月26日号（スコラ）
- アクションカメラ 1987年12月号、1988年4月号（ワニマガジン社）
- URECCO 1987年12月号、1988年2月号（ミリオン出版）
- ビデオ・ザ・ワールド 1987年12月号（白夜書房）
- GORO 1988年1月28日号（小学館）
- Beppin 1988年1月号、7月号（英知出版）
- VIDE PAL 1988年1月号（東京三世社）
- Comet SISTERS 1988年1月号、7月号（白夜書房）
- WEEKLY プレイボーイ 1988年2月23日号、5月31日号、8月23日号、12月13・20日号、1989年2月21日号、1992年3月3日号（集英社）
- ベストカメラ 1988年2月号（少年画報社）
- Momoco 1988年3月号（学習研究社）
- ACTRESS 1988年3月号、7月号（リイド社）
- VIDEO ACTIVE Vol.6（1988年4月15日、東京三世社）
- アップル通信 1988年5月号（三和出版）
- Eiga Guide 1988年5月号（蒼竜社）
- VIDEO-X 1988年6月号、7月号（笠倉出版）
- EIGA LAND 1988年7月号（近代映画社）
- ビップマガジン 1988年8月増刊号（ミリオン出版）
- GALSコレクション 夏 1988年9月号（少年画報社）
- DX ORANGE デラックス・オレンジ Vol.2（1988年10月31日、東京三世社）
- PLAYBOY 日本版 1988年10月号（集英社）
- MISS URECCO vol.2（1989年2月25日、ミリオン出版）
- 100人の美少女たち ’89 Best Video Idol 100（1989年3月10日、ピラミッド社）
- ALL ABOUT 女のコ 1990年2月号 デラべっぴん2月号増刊（1990年2月10日、メディアックス）
- FLASH 1993年5月25日号（光文社）
- BOMBER SUPER LADY Vol.18 宇宙少女Legend（2009年5月27日、KKベストセラーズ）※DVD付